# Youri (Niger)
Youri est un village et une commune rurale du Niger, du département de Kollo.

## Géographie
La commune s'étend sur la rive droite du fleuve Niger, la localité de Youri Kourtéré est située sur la rive du Niger à 34 km au sud-est de Niamey Pont Kennedy par la route.
| Niamey V      | Liboré | N'Dounga |
| Bitinkodji    | Youri  | Kollo    |
| Ouro Guéladjo | Say    |          |

## Histoire
La commune est instaurée en 2002, elle est une partie du canton de Lamordé Bitinkodji département de Kollo.

## Population
Lors du recensement général de 2012, la population communale est relevée à 31 598 habitants, dont 737 habitants pour la localité chef-lieu. La commune est peuplée par les éthnies Fulbé et Zarma.

## Villages
La commune s'étend sur 22 villages, dont le chef-lieu. 

## Services et infrastructures
La commune abrite les services suivants :
- Centre de Formation aux Métiers (CFM) à Youri.
- Centre de Santé Intégré (CSI) à Youri et Damari.

## Économie
L’agriculture et aussi l'agriculture pluviale est le pâturage l'élevage pratiquée dans la commune.